# 粕谷
粕谷（かすや）は、東京都世田谷区の町名。現行行政地名は粕谷一丁目から四丁目。住居表示実施済区域。

## 地理
世田谷区北部に位置し、烏山地域に属する。周囲に南烏山・八幡山・船橋・千歳台・祖師谷・上祖師谷の各町がある。蘆花恒春園がある。

### 地価
住宅地の地価は、2025年（令和7年）1月1日の公示地価によれば、粕谷1-12-9の地点で66万3000円/m2、粕谷2-5-13の地点で53万3000円/m2、粕谷3-3-1の地点で49万3000円/m2となっている。

## 歴史
旧：武蔵国多摩郡粕谷村。1889年（明治22年）、町村制施行時の合併により千歳村大字粕谷となる。1936年（昭和11年）、世田谷区に編入され、同区粕谷町となる。1970年（昭和45年）11月1日の住居表示実施時に、粕谷町の大半に旧・祖師谷一丁目、烏山町、廻沢町、船橋町のそれぞれ一部を合わせた区域を現行の粕谷一丁目から四丁目までとした。

## 世帯数と人口
2025年（令和7年）1月1日現在（世田谷区発表）の世帯数と人口は以下の通りである。
| 丁目       | 世帯数    | 人口     |
| ---------- | --------- | -------- |
| 粕谷一丁目 | 1,234世帯 | 2,867人  |
| 粕谷二丁目 | 2,229世帯 | 5,025人  |
| 粕谷三丁目 | 1,456世帯 | 2,837人  |
| 粕谷四丁目 | 1,471世帯 | 2,459人  |
| 計         | 6,390世帯 | 13,188人 |

### 人口の変遷
国勢調査による人口の推移。
| 年                 | 人口   |
| ------------------ | ------ |
| 1995年（平成7年）  | 8,790  |
| 2000年（平成12年） | 9,101  |
| 2005年（平成17年） | 10,389 |
| 2010年（平成22年） | 10,791 |
| 2015年（平成27年） | 11,591 |
| 2020年（令和2年）  | 13,359 |

### 世帯数の変遷
国勢調査による世帯数の推移。
| 年                 | 世帯数 |
| ------------------ | ------ |
| 1995年（平成7年）  | 3,938  |
| 2000年（平成12年） | 4,249  |
| 2005年（平成17年） | 4,988  |
| 2010年（平成22年） | 5,047  |
| 2015年（平成27年） | 5,287  |
| 2020年（令和2年）  | 6,267  |

## 学区
区立小・中学校に通う場合、学区は以下の通りとなる（2024年8月現在）。
| 丁目       | 番地 | 小学校               | 中学校               |
| ---------- | ---- | -------------------- | -------------------- |
| 粕谷一丁目 | 全域 | 世田谷区立芦花小学校 | 世田谷区立芦花中学校 |
| 粕谷二丁目 | 全域 | 世田谷区立芦花小学校 | 世田谷区立芦花中学校 |
| 粕谷三丁目 | 全域 | 世田谷区立塚戸小学校 | 世田谷区立千歳中学校 |
| 粕谷四丁目 | 全域 | 世田谷区立芦花小学校 | 世田谷区立芦花中学校 |

## 交通

### 鉄道
| 近隣の駅                                                         |
| ---------------------------------------------------------------- |
| 京王線 - 八幡山駅(KO 10) - 芦花公園駅(KO 11) - 千歳烏山駅(KO 12) |

- エイトライナー ｰｰｰ 同地区を対象とした路線構想

### 道路
- 東京都道311号環状八号線（環八通り）
- 東京都道118号調布経堂停車場線

## 事業所
2021年（令和3年）現在の経済センサス調査による事業所数と従業員数は以下の通りである。
| 丁目       | 事業所数  | 従業員数 |
| ---------- | --------- | -------- |
| 粕谷一丁目 | 59事業所  | 1,039人  |
| 粕谷二丁目 | 39事業所  | 652人    |
| 粕谷三丁目 | 57事業所  | 604人    |
| 粕谷四丁目 | 89事業所  | 499人    |
| 計         | 244事業所 | 2,794人  |

### 事業者数の変遷
経済センサスによる事業所数の推移。
| 年                 | 事業者数 |
| ------------------ | -------- |
| 2016年（平成28年） | 237      |
| 2021年（令和3年）  | 244      |

### 従業員数の変遷
経済センサスによる従業員数の推移。
| 年                 | 従業員数 |
| ------------------ | -------- |
| 2016年（平成28年） | 2,514    |
| 2021年（令和3年）  | 2,794    |

## 施設
- 蘆花恒春園（芦花公園）
- 世田谷区立芦花小学校
- 世田谷区立芦花中学校
- 都立芦花高等学校
- 粕谷区民センター
- 世田谷自動車学校

## その他

### 日本郵便
- 郵便番号 : 157-0063[2]（集配局 : 成城郵便局[14]）。